# Misumenops lepidus
Misumenops lepidus är en spindelart som först beskrevs av Tord Tamerlan Teodor Thorell 1877.  Misumenops lepidus ingår i släktet Misumenops och familjen krabbspindlar. Inga underarter finns listade i Catalogue of Life.